# Alfred Sant

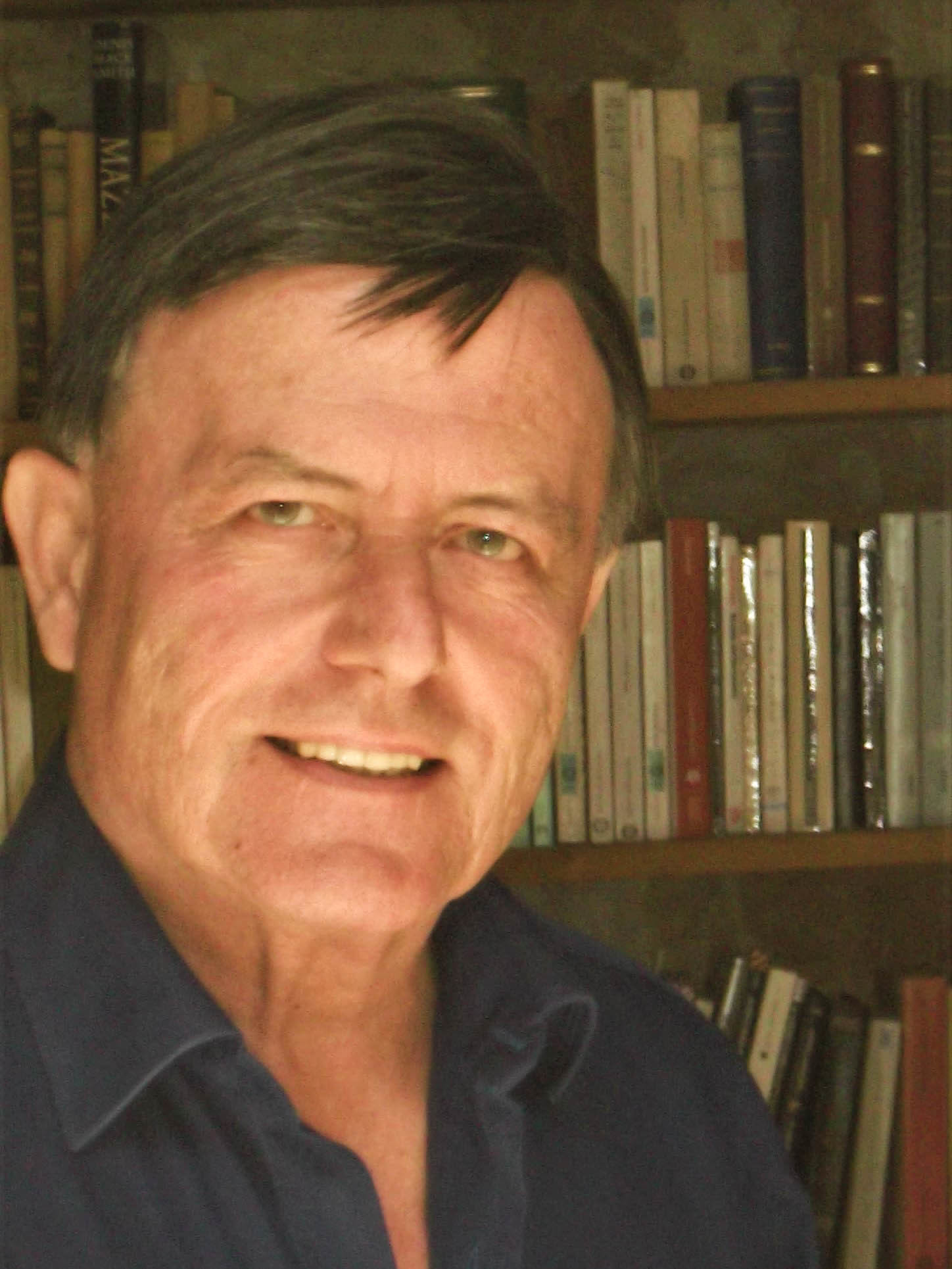
Alfred Sant, 2012

Alfred Sant (* 28. Februar 1948 in Pietà) ist ein maltesischer Politiker, ehemaliger Premierminister und ehemaliger Vorsitzender der Partit Laburista.

## Studium und akademische Titel
Nach dem Studium der Physik und Mathematik an der University of Malta, das er 1967 mit einem Bachelor of Science sowie 1968 einem Master of Science abschloss, studierte er später noch Verwaltungswissenschaften an der ENA in Paris. Darüber hinaus erwarb er einen Master of Business Administration an der Boston University sowie einen Doctor of Business Administration der Harvard University.

## Aufstieg zum Parteivorsitzenden
1982 wurde er zunächst Leiter der Informationsabteilung der Labour Party und bereits zwei Jahre zum Präsidenten der Partit Laburista gewählt. In diesem Amt verblieb er bis 1988.
1987 wurde er in das Parlament kooptiert. Bei der Parlamentswahl von 1992 wurde Sant dann zum Abgeordneten gewählt und noch im gleichen Jahr als Nachfolger von Carmelo Mifsud Bonniċi Vorsitzender der Partit Laburista sowie Oppositionsführer.

## Premierminister von 1996 bis 1998
Nach der Parlamentswahl von 1996, die die Partit Laburista gewann, wurde Sant am 28. Oktober 1996 als Nachfolger von Edward Fenech Adami Premierminister Maltas. Wenige Tage später zog er den Aufnahmevertrag Maltas in die Europäische Union zurück und erklärte auch den Austritt der Republik aus dem NATO-Programm „Partnerschaft für den Frieden“, um die Neutralität und den nationalen Charakter des Mittelmeerinselstaates zu wahren.
Aufgrund parteiinterner Probleme war er aber bereits 1998 gezwungen, Neuwahlen abzuhalten, die die Partit Laburista dann allerdings verlor. Er selbst wurde am 6. September 1998 von Fenech Adami als Premierminister abgelöst. Dieser erneuerte daraufhin bereits am 15. September 1998 den Aufnahmeantrag Maltas zur EU.

## Gegner des Beitritts zur Europäischen Union
Im Vorfeld des Referendums zum Beitritt Maltas zur Europäischen Union 2003 führte Sant seine Partei auf Anti-Beitritts-Kurs und favorisierte stattdessen einen Partnerschaftsvertrag mit der EU. Sant rief die Anhänger seiner Partei zum Boykott des Beitrittsreferendums auf und blieb tatsächlich selbst der Wahlurne fern. Der Boykottaufruf führte dazu, dass die Beitrittsbefürworter nur knapp siegten und Sant das Ergebnis ablehnte, da dieses nicht die Mehrheit der Bevölkerung vertrete. In diesem Zusammenhang vertrat er die Ansicht, dass jeder Nichtwähler gegen den Beitritt Maltas zur Europäischen Union wäre.
Bei der Parlamentswahl 2003 verlor die Partit Laburista. Sant trat daraufhin als Parteivorsitzender zurück, wurde aber anschließend mit großer Mehrheit wieder zum Vorsitzenden gewählt. Seine Partei stimmte am 6. Juli 2005 allerdings im Parlament auch für die Verfassung der Europäischen Union.
Nach der knappen Niederlage bei der Parlamentswahl 2008 kam es innerhalb der Partit Laburista zur Durchführung einer Urwahl, aus der Joseph Muscat als neuer Parteivorsitzender hervorging.

## Europaparlamentarier
Bei der Europawahl 2014 wurde Sant ins Europäische Parlament gewählt.

## Veröffentlichungen
- Malta’s European Challenge, 1995
- Nie ein Anfang, Nie ein Ende - 1599 (historischer Roman)
- Confessions of a European Maltese